# Martín Perelman
 Martín Manuel Perelman (Buenos Aires, 25 de septiembre de 1985) es un exfutbolista argentino, se desempeñaba en la posición de arquero.

## Clubes
| Club                      | País      | Año        |
| ------------------------- | --------- | ---------- |
| Excursionistas            | Argentina | 2006-2007  |
| All Boys                  | Argentina | 2007-2010  |
| Danubio FC (Cedido)       | Uruguay   | 2010       |
| Rentistas                 | Uruguay   | 2010-2011  |
| Mitre                     | Argentina | 2011-2012  |
| Gimnasia y Tiro           | Argentina | 2012-2014  |
| Juventud Unida            | Argentina | 2015       |
| Chaco For Ever            | Argentina | 2016       |
| UAI Urquiza               | Argentina | 2016 -2017 |
| Sportivo Desamparados     | Argentina | 2017-2019  |
| Club Atlético Güemes      | Argentina | 2020       |
| Gimnasia y Tiro           | Argentina | 2021       |
| Club Sportivo Estudiantes | Argentina | 2022       |